# Cotubanamá
Cotubanamá o Cotubano fue un cacique de La Española, muerto en Santo Domingo en 1504.
Según Bartolomé de las Casas, era de gran tamaño y fortaleza, capaz de tensar un arco más que ninguno de sus guerreros.
Jefe de Higüey, perdió el respeto de los españoles al asesinar a ocho soldados al cargo de Nicolás de Ovando, quien mandó a Juan de Esquivel junto a 400 hombres a sofocar la rebelión. Tras la derrota del cacique, se llegó a un acuerdo de paz, que incluía un pago de compensación, y un tributo. Siguiendo la costumbre del guatiao, Esquivel y Cotubanamá intercambiaron sus nombres.
El armisticio fue roto y Cotubanamá huyó a la isla Saona y se hizo fuerte en una caverna. Los españoles hicieron cerco y un tal Juan López sorprendió a un grupo de doce indios, que se rindieron y le indicaron la presencia de su jefe. López luchó contra él y le capturó. Fue llevado encadenado a Santo Domingo, donde fue ahorcado y su tribu subyugada.